# Bonaventura Gazzola

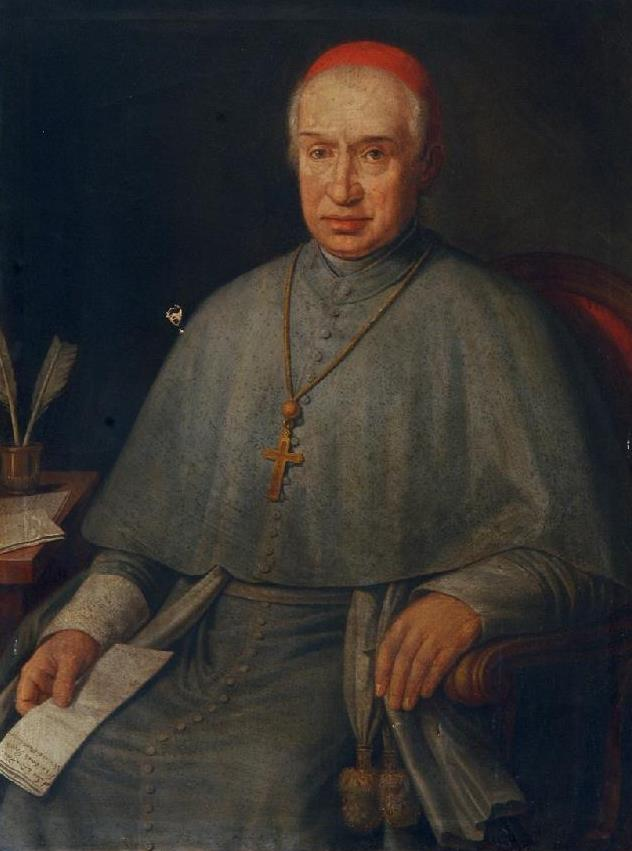
Kardinal Bonaventura Gazzola

Bonaventura Gazzola OFMRef (ursprünglich Domenico Giuseppe Gazzola; * 21. April 1744 in Piacenza; † 29. Januar 1832 in Montefiascone) war ein italienischer Geistlicher, Bischof von Montefiascone und Kardinal.

## Leben
Im Alter von 17 Jahren wurde er am 7. Juni 1761 in den Orden der Franziskaner-Reformaten aufgenommen und nahm den Ordensnamen Bonaventura an. Die Priesterweihe empfing er am 4. April 1767. Bonaventura Gazzola studierte nacheinander Theologie und Kanonisches Recht an der Universität Urbino; anschließend Kanonisches Recht und Experimentalphysik am Studienhaus von Cesena. Er wurde Generalkommissar seines Ordens.
Papst Pius VI. ernannte ihn am 1. Juni 1795 zum Bischof von Cervia sowie zum Päpstlichen Thronassistenten. Die Bischofsweihe spendete ihm am 7. Juni desselben Jahres in Rom Kardinal Giovanni Francesco Albani; Mitkonsekratoren waren Erzbischof Gregorio Bandi und Bischof Francesco Saverio Cristiani OESA, Päpstlicher Sakristan. Mit großem Prunk begrüßte er am 19. April 1814 Pius VII. in Cervia als geistlichen und weltlichen Herrscher. Im Juni desselben Jahres wurde Bonaventura Gazzola zum Apostolischen Administrator des Bistums Montefiascone ernannt. Nachdem sein Vorgänger Kardinal Maury am 24. März 1816 auf den Bischofssitz von Montefiascone verzichtet hatte, wurde Gazzola am 21. Februar 1820 dessen Nachfolger.
Im Konsistorium vom 5. März 1824 erhob Papst Leo XII. ihn zum Kardinal. Den roten Hut erhielt Bonaventura Gazzola am 6. Mai 1824, und am 24. Mai desselben Jahres wurde er Kardinalpriester mit San Bartolomeo all’Isola als Titelkirche. Er nahm am Konklave 1829 teil, aus dem Pius VIII. als Papst hervorging. Aufgrund seines schlechten Gesundheitszustandes konnte er nicht zum Konklave 1830–1831 anreisen, das Gregor XVI. zum Papst wählte.
Bonaventura Gazzola starb an seinem Bischofssitz und wurde in der Kirche des Seminars von Montefiascone beigesetzt.